# Рамон Кастро
Рамòн Еусèбио Кàстро Рус е кубински революционер и активист. Той е най-големият брат на Фидел Кастро и Раул Кастро и ключова фигура на Кубинската революция.

## Биография
Роден е на 14 октомври 1924 г. в Биран, Куба. Рамон, най-големият от братята Кастро, синът на Анхел Кастро. Макар да не е активен във въоръженото въстание като братята си, Рамон Кастро помага в революцията като капитан на войските на Фидел и Раул, като им изпраща оръжия и провизии.Той също така установява и поддържа тръбопроводи от градовете към войските в полето. Освен това той произвежда гориво на алкохолна основа за Куба по време на недостига на бензин. Работил е като консултант в правителствените министерства и основава държавните компании, които управляват производството на портокали и транспортирането на захарна тръстика. Той е един от основателите на Кубинската комунистическа партия през 1965 г. и е депутат в Народното събрание, в кубинския законодателен орган. Той изучава и прилага усъвършенствани техники на производство в захарната тръстика и отглеждането на млечни продукти. Той и съпругата му Джанис имат три деца – Рамон Омар, Лена и Анхел Кастро.
Рамон Кастро умира на 23 февруари 2016 г. в Хавана, Куба на 91-годишна възраст.